# Apollodoro di Pasione
Apollodoro, figlio di Pasione del demo di Acarne (in greco antico: Ἀπολλόδωρος?, Apollódōros; 394 a.C. – IV secolo a.C.), è conosciuto da molti dei discorsi forensi di Demostene.

## Biografia
Nato nel 395/394 a.C., era il figlio del banchiere Pasione, che morì nel 370 a.C. quando Apollodoro aveva ventiquattro anni. Nello stesso anno, al termine di una lunga vicenda legale, Apollodoro risultò il maggior destinatario della sontuosa eredità paterna. Sulla vicenda sono giunte fino a noi alcune orazioni attribuite a Demostene, anche se alcuni storici moderni le considerano dei falsi dello stesso Apollodoro.
Intorno al 368 a.C., la vedova di Pasione Archippe sposò Formione, un liberto del banchiere che aveva preso in affitto la banca e la fabbrica di scudi poco prima che Pasione morisse; queste due proprietà dovevano essere rese alla famiglia di Pasione non appena Pasicle avesse compiuto i 18 anni ed il patto fu mantenuto quando nel 362 a.C. Pasicle ottenne la banca mentre Apollodoro la fabbrica di scudi. Nel frattempo Formione era diventato, insieme ad un certo Nicocle, tutore di Pasicle e aveva avuto da Archippe due bambini prima che ella morisse nel 360 a.C.
Intorno al 365 a.C. Apollodoro sposò la figlia di Dinia,  da cui ebbe due bambine. Intanto aveva diviso col fratello anche il resto dell'eredità paterna e si stima che nel 350 a.C. avesse ricevuto più di 23 talenti.
Nel 350 a.C., Apollodoro intentò una causa contro Formione. Demostene ne scrisse il discorso di difesa Per Formione, che è ancora esistente. In quel momento Apollodoro ricopriva la carica di arconte eponimo ad Atene. Una voce che circolò più tardi diceva che Demostene aveva reso pubblico il discorso di difesa di Apollodoro prima del processo. Apollodoro attaccò poi i testimoni che avevano sostenuto Formione. Demostene scrisse per Apollodoro i due discorsi esistenti dal titolo Contro Stefano.
Apollodoro ebbe molte cause, per molte delle quali Demostene scrisse i discorsi per lui. L'ultimo di questi fu Contro Neera, una etera, intorno al 340 a.C.; probabilmente pochi anni dopo morì.
Apollodoro era estremamente ricco e già dopo la morte del padre si era dato a spese in vestiti, etere e schiavi; fu investito della liturgia di trierarca per due volte, in un periodo in cui era insolito per una sola persona assumere quel ruolo a causa dell'enorme spesa che comportava: una prima della morte del padre ed un'altra nel 368 a.C.; fu sintrierarca intorno al 366 a.C. e poi dal settembre 362 al febbraio 360 a.C.; fu corego vincitore alle Dionisie del 352/351 a.C. Nonostante queste notevoli spese, sembra da rifiutare l'affermazione secondo la quale nel 349/348 a.C. le sue proprietà si sarebbero ridotte al punto di non raggiungere i 3 talenti.